# یوسیف سورچادژیف
یوسیف سورچادژیِف (انگلیسی: Iossif Surchadzhiev؛ زادهٔ ۲ مهٔ ۱۹۴۵) هنرپیشه اهل کشور بلغارستان است. وی از سال ۱۹۵۲ تاکنون در بیش از پنجاه فیلم سینمایی بازی کرده است. از فیلم‌هایی که وی در آن نقش داشته است می‌توان به آسپاروخ خان اشاره کرد.

## قسمتی از فیلمشناسی
- آسپاروخ خان -۱۹۸۱
- به کجا می‌روی؟ -۱۹۸۶
- زمان خشونت -۱۹۸۸